# Чекажевиці-Другі
Чекажевиці-Другі (пол. Czekarzewice Drugie) — село в Польщі, у гміні Тарлув Опатовського повіту Свентокшиського воєводства.
Населення — 355 осіб (2011).
У 1975-1998 роках село належало до Тарнобжезького воєводства.

## Демографія
Демографічна структура на день 31 березня 2011 року:
|          | Загалом | Допрацездатний вік | Працездатний вік | Постпрацездатний вік |
| -------- | ------- | ------------------ | ---------------- | -------------------- |
| Чоловіки | 179     | 28                 | 124              | 27                   |
| Жінки    | 176     | 35                 | 86               | 55                   |
| Разом    | 355     | 63                 | 210              | 82                   |